# راس آلولة

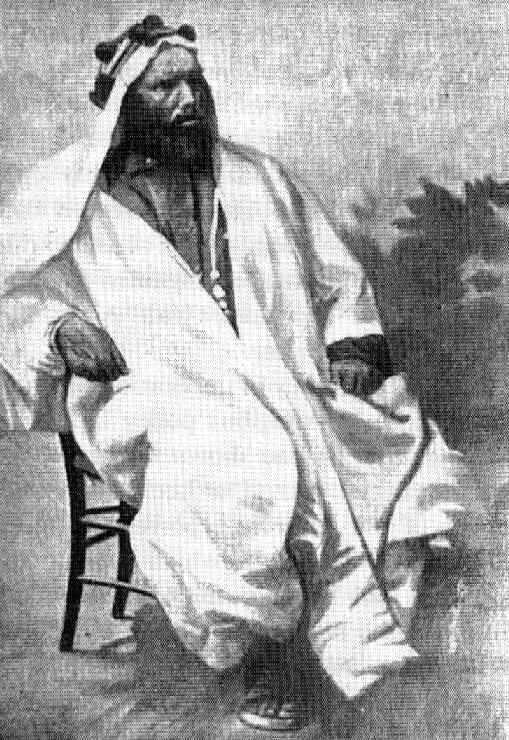
راس آلولة

راس آلولة من مواليد 1827، وتوفي عام 1897م، وهو محارب إثيوبي وقائد جيش الإثيوبيين، وشارك في حرب ضد الاستعمار الإيطالي في القرن التاسع عشر الميلادي، والتي انتصر فيها الإثيوبيون على الطليان، وفي عام 1898م شارك راس آلولة في حربها ضد الثورة المهدية السودانية، فانتصرت الثورة المهدية على الإثيوبيين، وفي سنة 1896م انتصر الإثيوبيين على الطليان بقيادة راس آلولة، وتوفي بعدها بسنتين.

## وصلات خارجية
- Ras Alula Abba Nega: An Ethiopian and African Hero by Ghelawdewos Araia